# Uefa Women's Nations League
Uefa Women's Nations League är en fotbollsturnering för Uefa-medlemmarnas damlandslag som kommer spelas vartannat år. Den första turneringen är planerad att börja spelas hösten 2023 och turneringen ersätter bland annat mestadels internationella vänskapsmatcher.

## Format
Formatet skiljer sig något jämfört med herrarnas turnering, då endast tre divisioner kommer införas. League A och League B kommer bestå av 16 lag med fyra grupper med 4 lag, medan League C kommer bestå av 5 grupper.

## Nationer
Alla medlemmar i Uefa var berättigade att delta, Gibraltar och Liechtenstein har aldrig deltagit i en Uefa-tävling och San Marino har per november 2022 fortfarande inget damlandslag. Ryssland är avstängt sedan landets invasion av Ukraina. Lottningen skedde den 2 maj 2023 klockan 13:00 UTC+2.
| League A - Belgien - Danmark - England - Frankrike - Island - Italien - Nederländerna - Norge - Portugal - Schweiz - Skottland - Spanien - Sverige - Tyskland - Wales - Österrike | League B - Albanien - Belarus - Bosnien och Hercegovina - Finland - Grekland - Irland - Kroatien - Nordirland - Polen - Rumänien - Serbien - Slovakien - Slovenien - Tjeckien - Ukraina - Ungern | League C - Andorra - Armenien - Azerbajdzjan - Bulgarien - Cypern - Estland - Färöarna - Georgien - Israel - Kazakstan - Kosovo - Lettland - Litauen - Luxemburg - Malta - Moldavien - Montenegro - Nordmakedonien - Turkiet |